# 구쓰키 노부쓰나
쿠츠키 노부츠나(일본어: 朽木舖綱 くつき のぶつな[*])는 탄바국 후쿠치야마번 7대 번주이자, 후쿠치야마번 쿠츠키가 8대 당주이다. 휘는 鋪綱 라고도 쓴다 (발음은 같음).

## 생애
교호 15년 (1730년) 11월 24일, 5대 번주 쿠츠키 토우츠나의 장남으로 태어났다. 메이와 7년 12월 5일 (1771년 1월 20일), 6대 번주 츠나사다의 양사자가 되었다. 원래는 토우츠나의 뒤를 이어야했지만, 츠나사다가 가신단의 옹립을 받았기 때문에, 노부츠나는 츠나사다의 양자가 되었다. 메이와 8년 (1771년) 2월 15일, 10대 쇼군 도쿠가와 이에하루를 배알했다. 같은 해 12월 18일, 종5위하 이요노카미에 서임된다. 안에이 9년 (1780년) 8월 5일, 츠나사다의 은거로 인해 가독을 이었다.
노부츠나는 『의독어(擬独語)』를 저술하여, 번교 창설의 기초를 닦는 등, 번정을 바로 세우기 위해 적극적인 번정 개혁을 목표로 하였으나, 가독 상속 하고 7년 후인 덴메이 7년 (1787년) 9월 19일에 후쿠치야마에서 58세의 나이로 사망하여 충분한 성과를 거두지는 못했다.

## 가족 관계
- 아버지 : 쿠츠키 토우츠나 (1709년 ~ 1770년)
- 어머니 : 오사키(お咲) - 카쿠하인(廓生院)
- 양아버지 : 쿠츠키 츠나사다 (1713년 ~ 1788년)
- 정실 : 불명
  - 딸 : 후미(文)
  - 딸 : 사에(左衛) - 오오쿠보 노리나가의 정실
  - 장남 : 쿠츠키 토모츠나 (1767년 ~ 1803년) - 쿠츠키 마사츠나의 양자
- 양자
  - 아들 : 쿠츠키 마사츠나 (1750년 ~ 1802년) - 쿠츠키 츠나사다의 장남

| 전임 쿠츠키 츠나사다 | 제7대 후쿠치야마번 번주 1780년 - 1787년 | 후임 쿠츠키 마사츠나 |